# ایور هیوز
ایور هیوز (انگلیسی: Ivor Hughes؛ ۲۱ دسامبر ۱۸۹۷ – ۱۶ اوت ۱۹۶۲) فرد نظامی اهل بریتانیا بود. وی همچنین برندهٔ جوایزی همچون نشان سلطنتی ویکتوریایی و صلیب نظامی شده‌است.